# Jarosław Nowicki (wioślarz)
Jarosław Sebastian Nowicki (ur. 2 maja 1970 roku w Bydgoszczy) – polski wioślarz, dwukrotny mistrz Polski w czwórkach podwójnych (1995, 1996), złoty medalista długodystansowych Mistrzostw Polski w czwórkach podwójnych (1996), brązowy medalista uniwersjady w 1993 roku w czwórce bez sternika, uczestnik igrzysk olimpijskich w 1996 roku w czwórce podwójnej. W swojej karierze reprezentował AZS-AWF Warszawa oraz Zawiszę Bydgoszcz.
Jego żoną jest była reprezentacyjna wioślarka, Izabela Wiśniewska.

## Najważniejsze osiągnięcia

### Igrzyska Olimpijskie
- Igrzyska Olimpijskie – Atlanta 1996 – czwórka podwójna – 9. miejsce[1].

### Uniwersjada
- Uniwersjada – Buffalo 1993 – czwórka bez sternika – 3. miejsce[1].

### Mistrzostwa Świata
- Mistrzostwa Świata – Račice 1993 – czwórka podwójna – 4. miejsce[1].
- Mistrzostwa Świata – Indianapolis 1994 – czwórka podwójna – 8. miejsce[1].
- Mistrzostwa Świata – Tampere 1995 – czwórka podwójna – 10. miejsce[1].
- Mistrzostwa Świata – Aiguebelette 1997 – czwórka podwójna – 11. miejsce[1].